# Amsterodamská smlouva
Amsterodamská smlouva, která byla podepsána 2. října 1997 a v platnost vstoupila 1. května 1999, změnila a přečíslovala Smlouvu o EU a Smlouvu o ES. Úplná znění těchto smluv jsou k ní připojena.

## Obsah
Amsterodamská smlouva přinesla následující změny:
- bude změněn systém obsazování Komise v neprospěch velkých států
- pro hlasování v Radě EU bude upravena velikost kvót pro případy tzv. váženého hlasování
- počet poslanců v Evropském parlamentu nepřesáhne číslo 700
- Evropská rada bude moci označit členský stát, jenž se neřídí základními zásadami EU (svoboda, demokracie, lidská práva a základní svobody, právní stát) a hrubě je porušuje. Takovému státu mohou být, za stálé platnosti povinností, pozastavena některá práva, zejména právo hlasování v Radě EU
- v rámci rozvoje Unie jako oblasti svobody, bezpečnosti a práva bude mít Rada právo na návrh Komise a po konzultaci s parlamentem rozhodovat o vybraných otázkách vízové povinnosti
- v některých otázkách třetího pilíře (vnitro a justice) získá Rada oprávnění rozhodovat upravenou kvalifikovanou většinou na rozdíl od jednomyslnosti budou podstatnou měrou posíleny pravomoci institucí EU v boji proti finanční kriminalitě
- začlenila Schengenskou smlouvu do právního systému Evropské unie

U článků Smlouvy o Evropské unii původně označených písmeny A až S změnila Amsterodamská smlouva jejich označení na číselné.

## Schvalování
Ratifikace smlouvy v 15 členských zemích probíhala od června 1998 do března 1999. V květnu 1998 se v Irsku a Dánsku konala referenda, v obou byla smlouva schválena.